# Kai Schrameyer
Kai Schrameyer (* 10. Januar 1968 in Bonn) ist ein ehemaliger deutscher Rollstuhltennisspieler.

## Karriere
Kai Schrameyer begann im Alter von 20 Jahren mit dem Rollstuhltennis und startete seitdem in der Klasse der Paraplegiker.
Er nahm an insgesamt drei Paralympischen Spielen teil. 1992 gewann er im Einzel nach einer Finalniederlage gegen Randy Snow die Silbermedaille. Im Doppel sicherte er sich mit Stefan Bitterauf Bronze. Bei seinen zweiten Spielen im Jahr 2000 gewann er in der Einzelkonkurrenz eine weitere Bronzemedaille. 2004 gelang ihm dagegen kein Medaillengewinn. Beim Wheelchair Tennis Masters gewann Kai Schrameyer sowohl im Einzel als auch im Doppel je einmal den Titel. 1997 setzte er sich im Einzel im Finale gegen Stephen Welch in drei Sätzen durch, im Jahr 2002 gewann er an der Seite Welchs gegen Martin Legner und Satoshi Saida im Endspiel in ebenfalls drei Sätzen.
In der Weltrangliste erreichte er im Einzel am 10. August 1993 die Spitzenposition. Seine beste Platzierung im Doppel war der zweite Rang, den er erstmals am 19. Oktober 1999 belegte.
Für seine sportlichen Leistungen bei den Paralympischen Spielen 1992 erhielt er am 23. Juni 1993 das Silberne Lorbeerblatt.